# Фористел (Мисури)
Фористел (енгл. Foristell) град је у америчкој савезној држави Мисури.

## Демографија
По попису из 2010. године број становника је 505, што је 174 (52,6%) становника више него 2000. године.
| Група             | 2000.       | 2010.       |
| Белци             | 317 (95,8%) | 470 (93,1%) |
| Афроамериканци    | 5 (1,5%)    | 18 (3,6%)   |
| Азијати           | 0 (0,0%)    | 1 (0,2%)    |
| Хиспаноамериканци | 2 (0,6%)    | 4 (0,8%)    |
| Укупно            | 331         | 505         |